# 넷푸역
넷푸역(일본어: 熱郛駅 넷푸에키[*])은 일본 홋카이도 슷쓰 군 구로마쓰나이정에 있는 홋카이도 여객철도 하코다테 본선의 철도역이다.

## 역 구조
2면 2선의 상대식 승강장이 있는 지상역으로, 중간에 선로 하나가 더 있다. 오샤만베역에서 관리하고 있는 무인역으로, 역사에는 작은 넷푸 홀이 병설되어 있다.

### 승강장
| 상행 | ■ 하코다테 본선 | 구로마쓰나이 · 오샤만베 방면 |
| 하행 | ■ 하코다테 본선 | 삿포로 · 오타루 · 굿찬 방면  |

## 역 주변
- 구로마쓰나이 휴게소
- 시로이카와 초등학교
- 넷푸 우편국
- 구로마쓰나이 정사무소 넷푸 지소

## 역사
- 1903년 11월 3일 - 홋카이도 철도의 일반역으로 개업.
- 1904년 10월 15일 - 우타스쓰역(歌棄駅)으로 개칭됨.
- 1905년 12월 15일 - 역명이 넷푸역으로 다시 환원됨.
- 1907년 7월 1일 - 홋카이도 철도 국유화.
- 1975년 2월 7일 - 화물 취급 폐지.
- 1984년 2월 1일 - 수하물 취급 폐지.
- 1986년 11월 1일 - 간이 위탁화.
- 1987년 4월 1일 - 일본국유철도 분할 민영화로 홋카이도 여객철도가 계승.
- 1992년 4월 1일 - 간이위탁 폐지, 무인화.
- 2007년 10월 - 역 번호 부여. S29.

## 인접한 역
| 홋카이도 여객철도 하코다테 본선 | 홋카이도 여객철도 하코다테 본선 | 홋카이도 여객철도 하코다테 본선 |
| ------------------------------- | ------------------------------- | ------------------------------- |
| S30 구로마쓰나이 오샤만베 방면  | ■ 하코다테 본선                 | S28 메나 오타루 방면            |